# Wanita Tan
Wanita Tan (* 17. Dezember 1988 in Frankfurt am Main) ist eine deutsche Pornodarstellerin.

## Leben
Das erste Mal stand sie 2009 für die Serie Strassenflirts des Labels Magmafilm vor der Kamera. Danach wurde sie von Mascotte Film AG, der Mutterfirma der Magmafilm, unter Vertrag genommen und drehte unter der Regie von Nils Molitor einige Filme, u. a. Der Tagträumer und Die Versuchung. Sie zog sich bereits nach knapp einem Jahr wieder zurück.
Im Frühjahr 2012 erschien bei Magmafilm der Film Dark Dreams von T.S. Allan, in dessen erster Szene sie mit Chris Hilton bei einem Facial zu sehen war.
Nach 2013 wurden keine weiteren Filme mit ihr veröffentlicht.

## Filmografie
- 2009: Strassenflirt 58, Magmafilm
- 2009: Der Tagträumer, Magmafilm
- 2009: Der Porno-Praktikant, Magmafilm
- 2009: Die Versuchung, Magmafilm
- 2012: Dark Dreams – Degradation, Magmafilm
- 2013: Mitfickzentrale, Magmafilm

## Auszeichnungen
- 2009: Erotixxx Award – Rising Star 2009[2]